# 相馬松川浦温泉
相馬松川浦温泉（そうままつかわうらおんせん）は、福島県相馬市にある温泉。

## 泉質
- アルカリ性単純温泉
  - 泉温　47℃

## 温泉街
松川浦周辺には中小規模の宿泊施設が十数軒点在する。
その中で天然温泉を引湯しているのは、旅館「ホテル飛天」のみである。旅館「ホテル飛天」は1995年に開業した。1999年には上皇・上皇后が宿泊したことがある。「ホテル飛天」は2022年3月の地震で天井の破損などの被害を受け応急修理をして営業していたが、2023年1月から休館して全面的改修を行い、同年5月13日に営業を再開した。

## アクセス
- JR常磐線相馬駅より、車で10分。
- 常磐自動車道常磐富岡ＩＣより車で70分。